# آلباتروس دی۱۰
آلباتروس دی۱۰ (به انگلیسی: Albatros_D.X) یک هواگرد از نوع هواپیمای جنگنده ساخت شرکت آلباتروس فلوکتسایک‌ورک در آلمان است. هواگرد آلباتروس دی۱۰ نخستین پروازش را در ۱۹۱۸ میلادی انجام داد. در مجموع، تعداد 1 فروند از این هواگرد ساخته شده‌است.